# Matthew McConaughey
Matthew David McConaughey (4. studenoga 1969.), američki glumac i producent, oskarovac.

## Osobni život
Rođen je u Uvaldeu, Teksas, kao najmlađi od tri sina učiteljice Mary i vlasnika benzinske postaje Jima. Pohađao je školu u Longwievu, Teksas, kamo se preselio u 11. godini. U 19. godini, zaželjevši se promjene okružja, kao član rotarijanaca proveo je godinu u Australiji.
Kada se vratio, krenuo je na fakultet, želeći postati odvjetnik, ali se kasnije predomislio i studirao komunikacije na Teksaškom sveučilištu u Austinu, postavši prvostupnik 1993. Uzevši satove glume, počeo je glumiti u TV serijama i reklamama. A onda je jednog dana, izlazeći iz supermarketa, upoznao casting direktora koji mu je ponudio ulogu u filmu "Munjeni i zbunjeni", koji je postao kultni klasik.
Sa suprugom Camillom Alves ima troje djece, sinove Levija i Livingstona te kćer Vidu.

## Karijera
Do sada je ostvario 58 uloga, isprva u romantičnim komedijama, a kasnije su uslijedile dramske uloge.
Njegovi filmovi su: "Vjenčanje iz vedra neba", "Kako se riješiti frajera u 10 dana", "Sahara", "Čarobni Mike", "Dobri dileri iz Dallasa" (za kojeg je dobio Oskara) i "Interstellar".

## Vanjske poveznice
- Matthew McConaughey u internetskoj bazi filmova IMDb-u (engl.)